# Cerreto d'Esi
Cerreto d'Esi är en ort och kommun i provinsen Ancona i regionen Marche i Italien. Kommunen hade 3 650 invånare (2018).